# NGC 47
NGC 47 (cunoscută și ca NGC 58, MCG -1-1-55, IRAS00119-0726 sau PGC 967) este o galaxie spirală barată din constelația Balena (Cetus). Această galaxie este situată la aproximativ 236.000.000 de ani-lumină depărtare de Terra. A fost descoperită de către Ernst Wilhelm Leberecht Tempel. A fost numită NGC 58 după observația lui Lewis Swfit, care nu și-a dat seama că Tempel o descoperise deja.